# Eurynome Corona
Eurynome Corona est une corona, formation géologique en forme de couronne, située sur la planète Vénus par 26,5° N et 94,5° E. Elle est localisée dans le quadrangle de Shimti Tessera. Elle a été nommée en référence à Eurynome, déesse grecque de la terre mère. 

## Géographie et géologie
Eurynome Corona couvre une surface circulaire d'environ 200 km de diamètre. 